# Madki Bail, Kumta
Madki Bail là một làng thuộc tehsil Kumta, huyện Uttar Kannad, bang Karnataka, Ấn Độ.